# كاثلين ستيوارت
كاثلين ستيوارت (بالإنجليزية: Kathleen Stewart)‏ (1958، سيدني في أستراليا)؛ روائية أسترالية.